# MAGES.
株式会社MAGES.（メージス、英: MAGES. Inc.）は、ゲームソフトウェアの企画・制作・販売などを事業内容とする日本の企業。株式会社コロプラの完全子会社。

## 概要
AG-ONE（ドワンゴと文化放送が合弁で設立）と5pb.（志倉千代丸らが設立）が、事業基盤の強化、業務の効率化を目的に対等合併して成立した企業である。
2010年（平成22年）5月に資本提携し、5pb.がAG-ONEの傘下に入った。そして、2011年（平成23年）4月に株式会社MAGES.設立に関する発表が行われた。
設立時代表取締役は2名設け、社長に旧5pb.社長の志倉千代丸、副社長に旧AG-ONE社長の中西孝が就任した。後に中西は副社長を退任。その後、代表権の無い副社長として太田豊紀（ドワンゴ出身でAG-ONE時代から当社に関与。ゲーム事業部長代行、クロスメディア事業部長、Animelo Summer Liveエグゼクティブプロデューサーを兼任）が就任、2015年4月より、志倉が代表取締役会長に、太田が代表取締役社長にそれぞれ昇格している。会長職は、AG-ONE・5pb.含めて初の設定である。
設立から2012年頃までは、社名が表立って出る事業は、Animelo Summer Live等のイベント事業における主催者名義程度で、「5pb.（5pb.Games・5pb.Records・5pb.Onlineshop）」・「amuleto」・「ドワンゴクリエイティブスクール」・「ニコニコ直販」等の独立ブランドを特に社名をほとんど出さずに展開していた。特に5pb.（5pb.Games・5pb.Records）関連商品（パッケージ・説明書・ブックレット・ゲーム作中等）では一切社名の表記が無く、『Animelo Summer Live 2012 -INFINITY∞-』では、主催での社名名義とは別に、共催の内の一社として「5pb.」が、別々の企業体かのように二重表示されている。
2013年頃からは、5pb.Gamesブランドの表示（著作権表示・ロゴ表示）が、MAGES. / 5pb.と併記となっている他、ゲーム「コープスパーティー」シリーズのOVA版の名義、同「STEINS;GATE」シリーズの劇場用アニメ版の原作者名義（志倉の個人名義・ニトロプラス社との連名）などで社名を出している。
ドワンゴは2013年12月2日付で、文化放送及びその子会社のセントラルミュージックが保有するMAGES.株式を取得して子会社とする予定を事前に公表していたが、同日付で文化放送系以外の残りの全株式も取得して、MAGES.はドワンゴの完全子会社となった。2014年6月30日にドワンゴと同じ歌舞伎座タワーへ本社を移転したが、2015年12月7日付けでドワンゴの本社地区から離れ、港区に本社を移転した。
2019年7月12日付でMBOを実施。志倉が所有する別会社・株式会社CHIYOMARU STUDIOが発行済全株式をドワンゴから取得、ドワンゴ及びその親会社であるKADOKAWAグループから離脱した。これに伴い、ドワンゴ側の人間である太田が離任し、志倉が社長に、中西も特別顧問に再就任した。
2020年4月3日付で株式会社コロプラがCHIYOMARU STUDIOの持つ発行済全株式を全取得し完全子会社化した。これに伴い、本荘健吾が副社長に就任した。同年10月25日には志倉が会長に、本荘が社長に就任する人事を執行、あわせて特別顧問として西川貴教を招聘したことも発表された。
従来は、ゲーム、音楽、芸能マネジメント、番組制作など多岐に渡る事業を展開していたが、コロプラ傘下に入って暫くしてから、順次事業売却が行われ、2024年11月現在ではゲームの開発・発売を主体としている（詳細は後述）。

## 社名の由来
「魔法使い、魔道師」を意味する「Mage」から取り、「現代社会=デジタルワールドにおいて、現代の魔法術式であるプログラミング言語を用いる、デジタルの魔法使い」という意味合いを持ってる。
また、新会社の基幹事業であるMusic、Animation、Game、Event、Schoolの頭文字を取っており、さらに「GAMES」のアナグラムともなっている。しかし、KADOKAWAグループが独立した後、「MAGES.」の「S」が「School」から「Science」に変更された。

## 主要事業

### ゲーム事業
- メインは旧5pb.の事業でかつて「5pb.Games」と称していたMAGES.の社名を前面に出している部門の他、「Gigas Drop.」のブランドがある。5pb.Gamesはコンシューマ用ブランドで旧5pb.の事業、Gigas Drop.はMAGES.設立後、2011年（平成23年）10月28日発売の『STEINS;GATE 変移空間のオクテット』（旧タイトル：STEINS;GATE 8bit）より展開を開始したPC用ブランド[17]。
- 2019年7月の資本独立化を契機に「5pb.Games」ブランドを順次廃止することとなった[11]。

### その他事業
- キャラクターグッズ通販サイト「マジゲット」（2022年12月12日開設）やオンラインくじサイト「MAGICくじ ONLINE」を運営している

### 過去の事業
映像・音楽事業
- 旧5pb.の事業でかつて「5pb.Records」と称していたMAGES.の社名を前面に出しているメインレーベル「MAGES. MUSIC」のほか、MAGES.になってから新設されたアイドル専門の「Stand-Up! Records」レーベル、AKIHABARAバックステ↔ジpassアイドル専門の「Le:iDIX Records」レーベルを運営。また2017年には田村ゆかりのプライベートレーベルとなる「Cana aria」を設立していた。

- 2019年7月の資本独立化を契機に「5pb.Records」レーベルを順次廃止することとなった[11]。
- AG-ONEも音楽事業を行っていたが、承継されなかった。
- 2024年11月「MAGES. MUSIC」は株式会社AniToneに譲渡され「AniTone Music」となった。
- 「Stand-Up! Records」は2024年8月に株式会社エムファイブに譲渡された。

番組制作事業
- 番組制作事業として、ゲームやアニメの配信番組制作、動画制作を行っている「Section1」とラジオ番組を作る「Section2」の2つの制作部門と、「MAGES. DENJINスタジオ」「MAGES. GALILEOスタジオ」の2つの制作スタジオを有していた。これらの事業は株式会社AniToneに譲渡された。

マネジメント事業
- 「amuleto」（アミュレート）の名称で、俳優・声優･アーティストを中心にマネージメントする芸能事務所を運営していた。
  - 前身のARKRAY（アークレイ）が「AG-ONEグループの芸能事務所」として、旧5pb.の本社事務所内に設立された。MAGES.設立時に名称変更。
- 「SAY YOU LAB」の名称で、声優関連の養成所を運営している。
  - かつては旧AG-ONEから（更に遡ると旧株式会社ドワンゴ プランニング アンド ディベロップメントが創業）の事業として、ドワンゴクリエイティブスクールという名称だったが、2016年に改組された。
- 前述する事業とは独立した形で、MAGES.所属として。アイドルグループ『イケてるハーツ』を抱えていた。
- かつては「ル・アイド芸能」の名称で、バクステ外神田一丁目、エラバレシをマネージメントする芸能事務所を運営していた。
  - 2022年10月のAKIHABARAバックステージpass閉店に伴いMAGES.の店舗事業が廃止され、所属するアイドルは志倉千代丸と旧MAGES.店舗事業部の従業員が設立した株式会社アイチューブ（現：株式会社エムファイブ）のiTube Productionに移籍した[18]。

その他事業
- 2014年9月より女性向けコンテンツブランド「LOVE&ART」を展開していた[19]。この事業は株式会社AniToneに譲渡された。
- Eコマースをアクセルエンターメディアが運営する「MAGES.STORE」（2021年7月12日開設、現：AniTone Store）、KADOKAWAのECサイト「キャラアニ.com」内で共同運営している「MAGES.online shop」（2015年3月12日開設）で行っていた。
- 過去には、「ニコニコ直販」・「5pb.Onlineshop」の2種を運営していた。前者は旧AG-ONE、後者は旧5pb.の事業。ニコニコ直販は、ドワンゴの動画サイト「ニコニコ動画」の関連サービスとして展開されていた。
- Animelo Summer Live 2011からAnimelo Summer Live 2018までAnimelo Summer Live事業を行っていた。こちらに関して、ドワンゴからの独立前にドワンゴに返還された。
- コンセプトカフェ「王立アフィリア魔法学院」（旧5pb.の事業、株式会社クリアストーン[20]運営）のプロデュースも担っていた。この事業は、2024年11月時点では、株式会社エムファイブに譲渡されている[21]。
- 2020年10月25日に行われた事業戦略発表会において、ドール事業への参入を発表。羊毛フェルトスクールの展開を中心とする予定[13]。
- ドワンゴより、2014年4月にアニメ製作出資事業（「うたの☆プリンスさまっ♪」「戦姫絶唱シンフォギア」などの製作）を承継していた。ゲーム・映像・音楽等の事業で関与していないアニメ作品であっても製作委員会に出資するなどしていた。こちらに関して、独立後は一旦継続（独立前より企業ホームページには沿革以外の箇所に記載はなかった）したが、現状は不明。

## 沿革
前身であるAG-ONE・5pb.の主要な沿革も記載（省略している分に関しては、各社の項目を参照のこと）
- 2005年（平成17年）4月6日 - ティー・ワイ・オーの連結子会社として「株式会社5pb.」を設立[22]。志倉千代丸が社長に就任。
- 2006年（平成18年）7月7日 - ドワンゴ及び文化放送の合弁会社として「株式会社AG-ONE」を設立。大口豊が代表取締役社長に就任。
- 2007年（平成19年）7月 -  AG-ONEの代表取締役社長に中西孝が就任。
- 2008年（平成20年）10月 - AG-ONEが第3位株主であった株式会社ピクチャーマジックを逆買収し、完全子会社化。
- 2009年（平成21年）4月15日 - 志倉が5pb.株式のティー・ワイ・オー保有分をMBOにより取得し、独立[23]。
- 2010年（平成22年）
  - 4月1日 - AG-ONEがドワンゴ プランニング アンド ディベロップメントを吸収合併[24]。
  - 4月22日 - AG-ONEと5pb.が資本提携。
- 2011年（平成23年）
  - 6月1日 - AG-ONEと5pb.が合併し、商号を株式会社MAGES.に変更。
  - 8月22日 - 分散していた本社機能を渋谷区の恵比寿ビジネスタワーに移転。
  - 12月23日 - 音楽プロデューサーのつんく♂（TNX）と共同でアイドル育成型エンターテイメントカフェ「AKIHABARAバックステ↔ジpass」をオープン。
- 2012年（平成24年）10月9日 - フィールズ株式会社のゲッチャ事業を継承。
- 2013年（平成25年）12月2日 - ドワンゴが文化放送の保有分等の株式も追加取得し完全子会社とする。
- 2014年（平成26年）
  - 4月1日 - ドワンゴからアニメ製作出資事業を吸収分割にて継承。[25]
  - アニメ・声優関連のライブ映像を配信する有料サービス『animeloLIVE!』の運営を開始（2017年2月終了）。
  - 6月30日 - 本社を中央区の歌舞伎座タワーに移転。
- 2015年（平成27年）
  - 4月1日 - 社長の志倉が代表取締役会長に就任し、新代表取締役社長として太田豊紀が就任。
  - 12月7日 - 本社を港区の三田43MTビルに移転。
- 2018年（平成30年）
  - 6月29日 - 株式会社クリアーツへ出資し、同社を子会社化。同時に商号を株式会社MAGES.Labへ社名変更[26]。
- 2019年（平成31年／令和元年）
  - 4月5日 - Animelo Summer Live事業を吸収分割し、ドワンゴに承継することを公告[27]。
  - 7月12日 - CHIYOMARU STUDIOがドワンゴより発行済全株式を取得しKADOKAWAグループから独立[16]。社長の太田が退任し、志倉が会長から代表取締役社長に再就任。
- 2020年（令和2年）
  - 4月3日 - コロプラの完全子会社となる[12]。本荘健吾が代表取締役副社長に就任。
  - 8月31日 - MAGES.Labを、株式交換により株式会社シキラボに売却[28]。
  - 10月 - 社長の志倉が代表取締役会長に、副社長の本荘健吾が代表取締役社長に就任。
  - 11月1日 - コロプラからグッズ企画販売関連事業（「コロプラ公式ショップ」）を吸収分割にて継承[29]。
- 2022年（令和4年）
  - 1月28日 - デジタル直販ストア「MAGES. DL STORE」の運営を開始[30]
  - 7月28日 - 第二スタジオとして、配信専用スタジオ「MAGES.GALILEO STUDIO（日本橋浜町スタジオ）」がオープン[31]
  - 10月10日 - 店舗事業閉鎖に伴い「AKIHABARAバックステージpass」閉店[32]
  - 12月12日 - オンラインショップ「マジゲット」の運営を開始[33]
- 2023年（令和5年）
  - 1月4日 - 会長の志倉が退任[34]
  - 3月30日 - 情報バラエティ番組「木曜だからゲッチャ」終了
  - 7月日 - オンラインくじサイト「MAGICくじ ONLINE」の運営を開始[35]
- 2024年（令和6年）
  - 8月 - アイドル事業を吸収分割し、志倉が代表を務める株式会社エムファイブ（旧：株式会社アイチューブ）へ譲渡[21]
  - 8月 - タレント事業と音響制作事業を吸収分割し、タレント事業を株式会社アミュレート（代表取締役社長：斉木隆）、音響制作事業を株式会社INVISION（代表取締役社長：平岡照己）と、いずれも志倉が会長を務める新会社2社へ譲渡[36]
  - 11月1日 - コンテンツ事業及び番組制作事業を吸収分割し、ななもり。（柏原真人）が代表を務めるSUPER STATE HOLDINGS傘下の株式会社AniToneへ譲渡[37]。
  - 12月 - 取締役の浅田誠が代表取締役社長に就任[38]
- 2025年（令和7年）
  - 3月10日 - 本社を、東京都渋谷区の恵比寿ガーデンプレイスタワー14Fに移転。

## 事業所
- 本社：東京都渋谷区恵比寿4丁目20番3号　恵比寿ガーデンプレイスタワー14F

### 以前の事業所
- 三田本社：東京都港区三田三丁目13番16号 三田43MTビル6階

- - 2015年12月7日～2025年3月9日まで本社として使用。

- 銀座本社：東京都中央区銀座4丁目12番15号 歌舞伎座タワー15F
  - 2014年から2015年まで約1年半本社として使用（親会社であったドワンゴ本社のフロア違い。共有スペースを経由せずともドワンゴ本社と行き来できる連絡階段も設置されていた）
- 恵比寿本社：東京都渋谷区恵比寿1-19-19　恵比寿ビジネスタワー17F
  - 2011年から2014年まで約3年間本社として使用
- 駒沢スタジオ：東京都世田谷区野沢 4-21-13 駒沢STUDIO 2F
  - 旧5pb.ゲーム事業部・マーケティング事業部（恵比寿本社設立に合わせて移転）
- MAGES.浜松町STUDIO：東京都港区浜松町１丁目27-8 森ビル4階
  - ラジオスタジオ
- SAY YOU LAB：東京都千代田区三崎町2-2-2 加藤ビル2F（受付）
  - アミュレートも所在、アフレコスタジオを完備
  - 旧 ドワンゴクリエイティブスクール
  - 設立時の本店（旧AG-ONE本社）が、同ビル内（受付6F）にあった。
- DAIKANYAMA MAGES. STUDIO（現：AniTone DAIKANYAMA STUDIO）：東京都渋谷区猿楽町 28-11 NEST代官山 B1
  - 旧 Studio 5pb.、音楽スタジオ
  - 設立時の代官山オフィス・amuleto所在地（旧5pb.本社）。
- MAGES. DENJINスタジオ（後のGALILEOスタジオ三田）：東京都港区三田三丁目13番16号 三田43MTビル6階
  - 映像スタジオ
- MAGES. GALILEOスタジオ（後のGALILEOスタジオ日本橋）：東京都中央区日本橋浜町 2-62-6 日本橋浜町 KビルB1
  - 映像スタジオ

## 関連企業
過去の関連企業
- 株式会社MAGES.Lab

モバイルアプリ・ゲームの開発及び運営。2018年に株式会社クリアーツを子会社化して、商号変更。2020年に株式会社識学子会社の株式会社シキラボに株式交換により売却。同年中にシキラボに吸収合併され解散（2022年株式交換に伴ってMAGES.が保有していたシキラボ株式を識学に売却するとともに、識学がシキラボを吸収合併し、関係が解消）。
- 株式会社ピクチャーマジック（東京都練馬区上石神井一丁目16番14号）

アニメーション制作等。旧AG-ONEの設立に当たり、ドワンゴと文化放送に協力して名を連ねた企業。2008年にAG-ONEの完全子会社に。2012年解散。